# Eremogarypus gigas
Espèce
Eremogarypus gigas est une espèce de pseudoscorpions de la famille des Garypidae.

## Distribution
Cette espèce est endémique de Namibie. Elle se rencontre vers la vallée du Khumib.

## Publication originale
- Beier, 1955 : Pseudoscorpionidea. South African animal life. Results of the Lund Expedition in 1950-1951, Almquist and Wiksell, Stockholm, vol. 1, p. 263-328.